# اسپینرزتاون (پنسیلوانیا)
اسپینرزتاون (به انگلیسی: Spinnerstown) یک منطقهٔ مسکونی در ایالات متحده آمریکا است که در شهرستان باکس، پنسیلوانیا واقع شده‌است. اسپینرزتاون ۱٬۸۲۶ نفر جمعیت دارد.